# Euphorbia arguta
Euphorbia arguta är en törelväxtart som beskrevs av Joseph Banks och Daniel Carl Solander. Euphorbia arguta ingår i släktet törlar, och familjen törelväxter. Inga underarter finns listade i Catalogue of Life.